# Psychotria bhargavae
Psychotria bhargavae är en måreväxtart som beskrevs av Mohan Gangopadhyay och Tapas Chakrabarty. Psychotria bhargavae ingår i släktet Psychotria och familjen måreväxter. Inga underarter finns listade i Catalogue of Life.